# Мероморфная функция

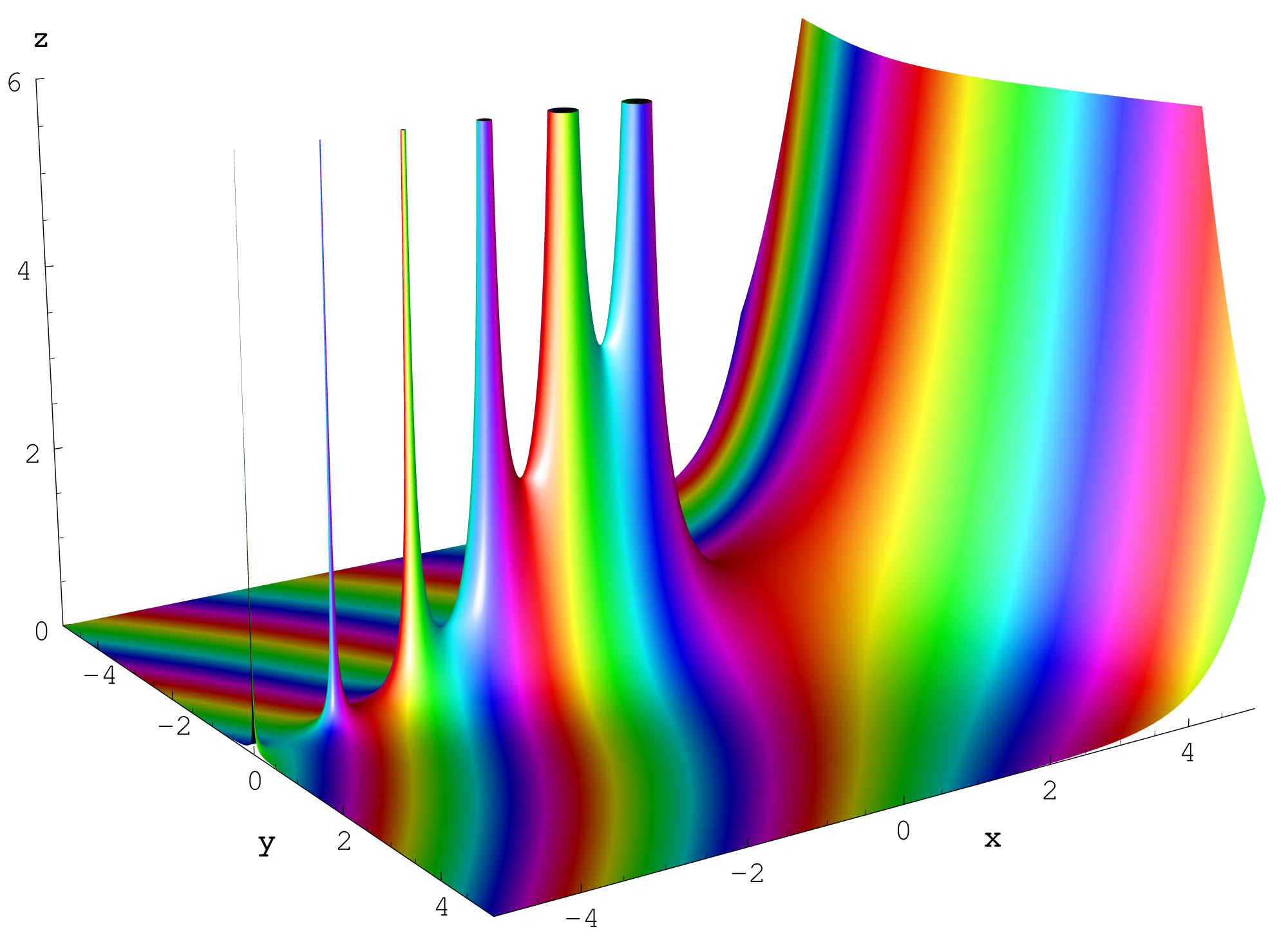
Гамма-функция мероморфна на всей комплексной плоскости (цветом обозначена фаза)

Мероморфная функция (от др.-греч. μέρος — часть и μορφή — форма) одного комплексного переменного в области {\displaystyle P\subset \mathbb {C} } (или на римановой поверхности {\displaystyle P}) — голоморфная функция {\displaystyle f} в области {\displaystyle P\setminus \{a_{1},a_{2},\ldots \}}, которая в каждой особой точке {\displaystyle a_{i}} имеет полюс (таким образом {\displaystyle a_{i}} — изолированная точка множества {\displaystyle \{a_{1},a_{2},\ldots \}}, не имеющего предельных точек в {\displaystyle P}, и {\displaystyle \lim _{z\to a_{i}}|f(z)|=\infty }).

## Определение
Вещественная мероморфная функция задается тройкой {\displaystyle (P,\tau ,f),} где {\displaystyle P} является компактной римановой поверхностью, {\displaystyle \tau \colon P\to P} — антиголоморфная инволюция (инволюция комплексного сопряжения), а {\displaystyle f\colon P\to {\hat {\mathbb {C} }}} есть отображение на сферу Римана ({\displaystyle {\hat {\mathbb {C} }}=\mathbb {C} \cup \{\infty \}}). При этом она должна удовлетворять условию {\displaystyle \tau \circ f={\overline {f(z)}}} при всех {\displaystyle z\in P.} Всякая вещественная функция строится по некоторой вещественной алгебраической функции: любой полином с вещественными коэффициентами {\displaystyle p(z)=a_{0}+a_{1}z+\ldots +a_{n}z^{n},} {\displaystyle a_{i}(z)\in \mathbb {R} ,} является вещественной мероморфной функцией. Множество {\displaystyle P^{\tau }\subset P} неподвижных точек инволюции {\displaystyle \tau } состоит из простых попарно непересекающихся замкнутых контуров (овалов). Если {\displaystyle P\setminus P^{\tau }} является связным (несвязным), то кривая называется неразделяющей (разделяющей). Вещественная мероморфная функция {\displaystyle f} переводит овал {\displaystyle a} вещественной кривой {\displaystyle (P,\tau )} в контур {\displaystyle {\hat {\mathbb {R} }}\subset S,} где {\displaystyle {\hat {\mathbb {R} }}=\mathbb {R} \cup \{\infty \}.} Степень отображения {\displaystyle f(a)\subset \mathbb {R} } определяется как {\displaystyle f|_{a}\colon a\to \mathbb {\hat {R}} .} Индекс функции {\displaystyle (P,\tau ,f)} на овале {\displaystyle a\in P^{\tau }} — абсолютное значение степени {\displaystyle f|_{a}.}
Пространство вещественных мероморфных функций состоит из счётного числа компонент связности, где каждая компонента является незамкнутым конечномерным вещественным многообразием и выделяется заданием целочисленных топологических инвариантов. Например, инвариантами являются степень {\displaystyle n} отображения {\displaystyle f} и род {\displaystyle g} кривой {\displaystyle P.} Топологический тип функции {\displaystyle (P,\tau ,f)} — набор чисел {\displaystyle (g,n,\varepsilon \mid I),} где {\displaystyle n} — число листов накрытия {\displaystyle f,} множество {\displaystyle I=(i_{1},\ldots ,i_{k})} — совокупность индексов функции {\displaystyle (P,\tau ,f)} на овалах, а {\displaystyle \varepsilon } — число, равное 1 для разделяющих кривых, и 0 — для неразделяющих.
Совокупность {\displaystyle M(P)} всех мероморфных функций на области {\displaystyle P} является полем относительно обычных поточечных операций с последующим доопределением в устранимых особенностях.

## Свойства
- Отношение {\displaystyle \varphi /\psi } любых голоморфных в {\displaystyle P} функций {\displaystyle \varphi } и {\displaystyle \psi } является мероморфной функцией в {\displaystyle P}.
- Обратно, всякая мероморфная функция в области {\displaystyle P\subset \mathbb {C} } (и на некомпактной римановой поверхности {\displaystyle P}) представляется в виде {\displaystyle \varphi /\psi }, где {\displaystyle \varphi } и {\displaystyle \psi } голоморфны и не имеют общих нулей в {\displaystyle P}.

Таким образом, на некомпактной римановой поверхности поле {\displaystyle M(P)} совпадает с полем частных кольца голоморфных функций в {\displaystyle P}.
- Всякая мероморфная функция {\displaystyle f\in M(P)} определяет непрерывное отображение {\displaystyle f} области {\displaystyle P} в сферу Римана {\displaystyle \mathbb {C} \cup \{\infty \}}, которое является голоморфным отображением относительно стандартной комплексной структуры {\displaystyle \mathbb {C} \cup \{\infty \}=\mathbb {C} P^{1}}.
- Обратно, всякое голоморфное отображение {\displaystyle f\colon P\to \mathbb {C} \cup \{\infty \}} определяет мероморфную функцию {\displaystyle f} на {\displaystyle P}. При этом множество полюсов {\displaystyle f} совпадает с дискретным множеством {\displaystyle f^{-1}(\infty )}.

Таким образом, мероморфные функции одного комплексного переменного можно отождествлять с голоморфными отображениями на сферу Римана.
- На всякой некомпактной римановой поверхности существует мероморфная функция с заданными полюсами {\displaystyle \{a_{1},a_{2},\ldots \}} и заданными в каждом из них главной частью разложения Лорана (теорема Миттаг-Леффлера о разложении мероморфной функции).
- На компактной римановой поверхности (например, на торе) эта задача в общем неразрешима — нужны дополнительные условия согласования главных частей.